# Der fliegende Pauker
Der fliegende Pauker ist eine US-amerikanische Filmkomödie des Regisseurs Robert Stevenson aus dem Jahr 1961, nach der Kurzgeschichte Situation of Gravity von Samuel W. Taylor. Die Titelrolle in dieser Walt-Disney-Produktion spielte Fred MacMurray. Deutschland-Premiere war am 8. September 1961.

## Handlung
Professor Ned Brainard ist ein zerstreuter Wissenschaftler, der Physik und Chemie an einem College unterrichtet und in seiner Garage experimentiert. Völlig vertieft in seine Arbeit vergisst er sogar zweimal seine eigene Hochzeit, sehr zum Ärger seiner Verlobten Betsy. Ausgerechnet am Abend des dritten Versuches gelingt Ned ein entscheidender Durchbruch. Seine Experimente führen zwar zu einer Explosion und betäuben Ned, doch am nächsten Morgen entdeckt er, dass er eine Substanz geschaffen hat, die an Energie gewinnt, sobald sie auf eine harte Oberfläche stößt. Brainard nennt diese Substanz (im englischen Original) „Flubber“ – ein aus den Wörtern fly(ing) und rubber zusammengesetztes Kofferwort, was so viel wie „fliegender Gummi“ bedeutet. In der deutschen Fassung wird sie „Flummi“, genannt – ebenso zusammengesetzt aus den Wörtern fliegen(der) und Gummi.
Seine Verlobte Betsy ist inzwischen so wütend auf Ned, der auch den dritten Hochzeitstermin verpasst hat, dass sie nichts mehr von ihm wissen will. Um ihre Aufmerksamkeit zurückzugewinnen, präpariert Ned sämtliche Sportschuhe der Basketballmannschaft seines Colleges mit Flummi, so dass die sonst notorisch schwache Mannschaft mit der verbesserten Sprungkraft ein eigentlich bereits verlorenes Spiel noch knapp gewinnen kann. Trotzdem hat Ned bei Betsy noch keinen Erfolg. Als Nächstes bringt Ned sein Auto, ein altes Ford Modell T, mit Hilfe von Flummi zum Fliegen, doch Betsy hört ihm immer noch nicht zu.
Weitere Probleme bekommt Ned durch den Geschäftsmann Alonzo Hawk, dessen Sohn Biff Ned wegen schlechter Leistungen aus der Basketballmannschaft ausgeschlossen hat. Hawk, sauer über diese Blamage, hatte außerdem viel Geld auf die gegnerische Mannschaft gesetzt und plant ohnehin, das in großen finanziellen Schwierigkeiten steckende College abzureißen und das Land gewinnbringend zu bebauen. Durch Zufall sieht Hawk Neds fliegendes Auto und wittert ein großes Geschäft. Ned allerdings lehnt eine Zusammenarbeit mit Hawk ab und versucht, das Interesse von Regierung und Militär an Flummi zu wecken.
Hawk will das verhindern, und auf Anraten von Biff lässt er das Auto austauschen. Als endlich einige Militärs sich das Auto ansehen wollen und Ned das falsche Auto ohne Motor und Flummi präsentiert, ist er blamiert. Betsy hat daraufhin Mitleid mit ihm und will mit ihm reden. Ned kann ihr endlich Flummi zeigen und ahnt, dass Hawk sein Auto gestohlen hat.
Zusammen besuchen sie Hawk, und unter dem Vorwand, ihm nun doch Flummi zu verkaufen, bringen sie ihn dazu, in mit Flummi präparierten Schuhen vor seinem Haus auf- und niederzuspringen. Hawk, zunächst begeistert, muss erkennen, dass Ned ihm eine Falle gestellt hat, weil er mit dem Springen nicht wieder aufhören kann. In der Hoffnung, befreit zu werden, verrät er, wo Neds Auto ist, das dieser sofort mit Betsy holen will. Unter großer Aufmerksamkeit von Passanten und Medien springt Hawk immer weiter, bis Biff die Footballmannschaft des Colleges holt, die sich auf Kommando gleichzeitig auf Hawk stürzt und das Springen beendet.
Ned und Betsy haben inzwischen das Auto geholt, werden allerdings von Hawk und Biff verfolgt, bis Ned diese mit einem Polizeiwagen zusammenstoßen lässt. Danach fliegen er und Betsy nach Washington, um die Erfindung nun endlich zu präsentieren. Zunächst werden sie für ein feindliches Flugobjekt gehalten und sollen abgeschossen werden, doch dann landet Ned, und alles wird aufgeklärt. Endlich kann Brainard seine Entdeckung der Regierung zeigen, und Ned und Betsy heiraten.

## Hintergrund
- Der Film ist einer der wenigen Schwarzweißfilme der Walt-Disney-Produktion nach dem Zweiten Weltkrieg.
- Der Film war neben Die Kanonen von Navarone (The Guns of Navarone) der erfolgreichste Film des Jahres 1961 auf dem nordamerikanischen Markt.
- Der Begriff Flummi wurde danach im deutschsprachigen Raum umgangssprachlich zur Bezeichnung für kleine, hochspringende Gummibällchen.
- Der Film wurde für die Video-Veröffentlichung 1986 koloriert. In Deutschland erhielt der Film den Video-Verleihtitel Der zerstreute Professor.
- Keenan Wynns Vater, Ed Wynn, tritt als Chef der Feuerwehr auf, sein Sohn Ned spielt einen Jungen, wird im Abspann aber nicht aufgeführt.
- Keenan Wynn spielte drei Mal in Disney-Produktionen die Rolle des Alonzo Hawk: Außer in diesem Film noch 1963 in Der Pauker kann’s nicht lassen (Son of Flubber) und 1974 in Herbie groß in Fahrt (Herbie Rides Again)

## Deutsche Fassung
Die deutsche Synchronbearbeitung entstand 1961 bei der Simoton Film, für Dialog und Regie zeichnete wie bei der Fortsetzung Theodor Mühlen verantwortlich.
| Rolle                   | Darsteller        | Synchronsprecher      |
| ----------------------- | ----------------- | --------------------- |
| Professor Ned Brainard  | Fred MacMurray    | Paul Edwin Roth       |
| Betsy Carlisle          | Nancy Olson       | Edith Schneider       |
| Biff Hawk               | Tommy Kirk        | Ernst Jacobi          |
| Professor Shelby Ashton | Elliott Reid      | Eckart Dux            |
| Verteidigungsminister   | Edward Andrews    | Siegfried Schürenberg |
| General Singer          | David Lewis       | Herbert Wilk          |
| Air-Force-Captain       | Jack Mullaney     | Heinz Petruo          |
| Mrs. Chatsworth         | Belle Montrose    | Anneliese Würtz       |
| Lenny                   | Don Ross          | Rainer Brandt         |
| Officer Hanson          | James Westerfield | Eduard Wandrey        |
| Präsident Rufus Daggett | Leon Ames         | Klaus W. Krause       |
| Admiral Olmstead        | Raymond Bailey    | Knut Hartwig          |
| Reporter                | Bill Baldwin      | Achim Strietzel       |
| Schiedsrichter          | Alan Carney       | Hans W. Hamacher      |
| General Hotchkiss       | Alan Hewitt       | Erich Fiedler         |
| General Poynter         | Wendell Holmes    | Gerd Duwner           |
| Rutland Coach           | Gordon Jones      | Gerd Duwner           |
| Bill                    | Tommy Kirk        | Ernst Jacobi          |
| Ned Brainard            | Fred MacMurray    | Paul Edwin Roth       |
| Feuerwehrchef           | Ed Wynn           | Erich Poremski        |
| Alonzo P. Hawk          | Keenan Wynn       | Hans Walter Clasen    |

## Auszeichnungen
- 1962: Oscar-Nominierungen in den Kategorien Beste Kamera s/w, Beste Ausstattung s/w und Beste visuelle Effekte
- 1962: Golden-Globe-Nominierung in der Kategorie Bester Hauptdarsteller – Komödie oder Musical
- 1961: Golden Laurel: 1. Platz als „Top General Entertainment“, 2. Platz als „Top Male Comedy Performance“, 3. Platz als „Top Cinematography, Black and White“

## Kritiken
„Sympathische Unterhaltung.“

„Diese typische Walt-Disney-Produktion wurde in Amerika als komischer SF-Verschnitt gefeiert, ist aber doch wohl eher eine Klamotte mit SF-Elementen ohne SF-Ambitionen […] Die Kritiker waren sich einig: ein Spaß für die ganze Familie.“

„Der Film aus der Walt-Disney-Werkstatt versucht im Stil der „Herbie“-Filme die böse Welt durch Herzenshumor aufs Kreuz zu legen, teilweise mit Erfolg. (Wertung: 2 von 4 möglichen Sternen – durchschnittlich)“

„Die Voraussetzungen waren gut: Walt Disney produzierte diese Kinder-Chaos-Komödie und Robert Stevenson, der auch bei Klassikern wie “Mary Poppins”, “Ein toller Käfer” oder “Herbie groß in Fahrt” Regie führte, inszenierte den “zerstreuten Professor”, der 1961 der erfolgreichste Film des Jahres wurde. Und weil in Hollywood ja jeder gute alte Film mal recycelt wird, überzeugte Regisseur Les Mayfield […] Komiker-As Robin Williams, die Hauptrolle in dem Remake “Flubber” zu übernehmen. Liebenswerter ist allerdings die uralte, etwas angestaubte TV-Version aus den 60ern.“

## Neuverfilmungen und Fortsetzungen
- 1963: Der Pauker kann’s nicht lassen (Son of Flubber) – Fortsetzung von Robert Stevenson wieder mit Fred MacMurray in der Hauptrolle.
- 1988: The Absent-Minded Professor – eine Fernseh-Neuverfilmung von Robert Sheerer mit Harry Anderson in der Hauptrolle.
- 1997: Flubber – Remake von Les Mayfield mit Robin Williams in der Hauptrolle.